# 拉包保托瑙
拉包保托瑙（匈牙利語：Rábapatona），是匈牙利杰尔-莫雄-肖普朗州所辖的一个村。总面积39.75平方公里，总人口2453，人口密度61.7人/平方公里（2011年1月1日）。